# Gatzaga Buradon / Salinillas de Buradón
Gatzaga Buradon / Salinillas de Buradón (baskiska: Buradon Gatzaga, Gatzaga Buradon) är en ort i Spanien.   Den ligger i provinsen Araba / Álava och regionen Baskien, i den norra delen av landet, 260 km norr om huvudstaden Madrid. Gatzaga Buradon / Salinillas de Buradón ligger 502 meter över havet och antalet invånare är 107.
Terrängen runt Gatzaga Buradon / Salinillas de Buradón är kuperad åt nordost, men åt sydväst är den platt. Runt Gatzaga Buradon / Salinillas de Buradón är det glesbefolkat, med 20 invånare per kvadratkilometer. Närmaste större samhälle är Miranda de Ebro, 11,1 km nordväst om Gatzaga Buradon / Salinillas de Buradón. Trakten runt Gatzaga Buradon / Salinillas de Buradón består till största delen av jordbruksmark.